# Captain Gallant of the Foreign Legion
Captain Gallant of the Foreign Legion è una serie televisiva statunitense in 65 episodi trasmessi per la prima volta nel corso di due stagioni dal 1955 al 1957.
È una serie d'avventura incentrata sulle vicende del "capitano Michael Gallant" della legione straniera francese (l'attore Buster Crabbe) e del suo figlio adottivo "Cuffy Sanders" (interpretato dal figlio di Buster Crabbe, Cullen). Gli episodi sono a caratterizzazione tipicamente western ambientati però nel Nordafrica francese, in una sorta di trasposizione  sahariana de Le avventure di Rin Tin Tin (1954-1959). Non c'è il cane, ma anche in questo caso il piccolo protagonista è un orfano divenuto la mascotte del reggimento. Tre episodi furono uniti e distribuiti come un film uscito nel Regno Unito, denominato Desert Outpost (1954), per la regia di Sam Newfield.

## Trama
Il Capitano Gallant della Legione Straniera Francese cerca di mantenere la pace e reprimere le tribù di predoni, mentre si prende cura di Cuffy, un ragazzo orfano (e mascotte della Legione).

## Personaggi e interpreti
- Capitano Michael Gallan, interpretato da Buster Crabbe.
- Soldato Fuzzy Knight, interpretato da Fuzzy Knight.
- Cuffy Sanders, interpretato da Cullen Crabbe.
- Sergente Duval, interpretato da Gilles Quéant.
- Colonnello, interpretato da Peter Trent.
- Sergente Rousseau, interpretato da Giacomo Rossi Stuart.
- Colonnello, interpretato da Daniel Lecourtois.
- Colonnello, interpretato da Roger Tréville.
- Louis, interpretato da Henry Beckman.
- Aru Mettler, interpretato da Robert Christopher.
- Denner, interpretato da Charles Fawcett.
- Emile de Brissac, interpretato da Richard Watson.
- Eric Jarbeau, interpretato da Philippe Nicaud.
- Hamish, interpretato da Grégoire Aslan.

## Produzione
La serie fu prodotta da Carra Film e Frantel Productions e Telepictures of Morocco e girata in Marocco ie n Italia. Le musiche furono composte da Guy Luypaerts. La prima stagione fu girata nel Marocco francese con molti legionari reali. La produzione si trasferì poi in Italia. Qui lo studio era di proprietà di Giovacchino Forzano e si trovava in via Pisorno, a Tirrenia, appena fuori dai cancelli della base statunitense di Camp Darby, vicino a Pisa. Uno dei produttori fu Harry Saltzman.

### Registi
Tra i registi sono accreditati:
- Jean Yarbrough in 9 episodi (1955-1957)
- Sam Newfield in 4 episodi (1955)
- Marcel Cravenne in 3 episodi (1955)
- Lester Fuller

### Sceneggiatori
Tra gli sceneggiatori sono accreditati:
- Gene Levitt in 5 episodi (1955)
- William N. Robson in 4 episodi (1955)
- Jack Andrews in 3 episodi (1955-1957)
- R.D. Walker in 2 episodi (1956)

## Distribuzione
La serie fu trasmessa negli Stati Uniti dal 13 febbraio 1955 al 7 dicembre 1957 sulla rete televisiva NBC.

## Episodi
| Stagione         | Episodi | Prima TV USA | Prima TV Italia |
| ---------------- | ------- | ------------ | --------------- |
| Prima stagione   | 37      | 1955-1956    |                 |
| Seconda stagione | 26      | 1956-1957    |                 |